# Nomi e cognomi (film)
Nomi e cognomi è un film del 2015 diretto da Sebastiano Rizzo.

## Trama
Domenico Riva è un giornalista, che da Milano fa ritorno al luogo delle sue radici, essendo stato nominato direttore del più diffuso quotidiano locale. A capo di una redazione composta da giovani reporter è deciso a fare i "Nomi e cognomi", da cui il titolo del film, dei criminali coinvolti nei loschi traffici locali e dei politici corrotti da anni collusi con il "malaffare". La vicenda principale di cui Riva e la sua redazione si occupano è una discarica abusiva dentro una cava abbandonata. Ben presto però il giornale per cui scrive si trova senza sostegno economico poiché i politici locali, collusi con le attività illecite, per interessi o per paura, decidono di non finanziare più questa attività. Riva a questo punto decide di continuare, fondando una propria testata, non chinando il capo davanti alle minacce sempre più insistenti. In un susseguirsi di articoli di successo, attentati e tentativi di chiudere il nuovo giornale Riva riuscirà ad insegnare ai suoi "ragazzi" il valore della verità.

## Produzione
Da una sceneggiatura originale di Camilla Cuparo, Nomi e cognomi è un film liberamente ispirato alla figura di Giuseppe Fava. Il film è stato girato completamente in Puglia nel 2014 tra Giovinazzo e Molfetta.

## Distribuzione
Il film è uscito nei cinema italiani il 14 maggio 2015, prodotto da Draka Production e distribuito da Draka Distribution.